# Borowy Młyn (staw)
Borowy Młyn – grupa stawów w woj. wielkopolskim, w powiecie międzychodzkim, w gminie Sieraków, na południe od leśniczówki Borowy Młyn, leżące na terenie Kotliny Gorzowskiej, na południowym skraju Puszczy Noteckiej.
Stawy mają powierzchnię około 14 ha.